# Шола
Шола је презиме које се налази у Хрватској и Босни и Херцеговини.
Познати људи са овим презименом су:
- Антонија Шола (рођена 1979), хрватска музичарка и глумица
- Владо Шола (рођен 1968), хрватски рукометни тренер и играч
- Војислав Шола (1863–1921), српски трговац, национални и политички радник из Херцеговине